# Hockey World League 2012-13 (mannen), ronde 1
Ronde 1 van de Hockey World League 2012-13 (mannen) werd gehouden in de periode augustus tot december 2012. Vijfendertig landen streden in negen toernooien om dertien plaatsen in ronde 2 van de Hockey World League. 
Alle landen die mee wilden doen aan het toernooi, gingen van start in deze ronde, behalve de zestien hoogst gekwalificeerde landen op de wereldranglijst. Ook Brazilië, Frankrijk en Rusland, die als organisator van een toernooi in de tweede ronde waren aangewezen, plaatsten zich direct voor de tweede ronde.

## Praag
In Praag, Tsjechië, werd van 17 tot en met 19 augustus 2012 gespeeld. De twee beste landen plaatsten zich voor de tweede ronde.
Alle tijden zijn in lokale tijd (UTC+2)
| Team        | GS | W | WS | VS | V | DV | DT | DS | Ptn |
| ----------- | -- | - | -- | -- | - | -- | -- | -- | --- |
| Polen       | 3  | 3 | 0  | 0  | 0 | 10 | 2  | +8 | 9   |
| Oekraïne    | 3  | 1 | 1  | 0  | 1 | 8  | 12 | −4 | 5   |
| Wit-Rusland | 3  | 1 | 0  | 0  | 2 | 6  | 8  | −2 | 3   |
| Tsjechië    | 3  | 0 | 0  | 1  | 2 | 6  | 8  | −2 | 1   |

| 17 augustus 2012 14:45 |         |          |                                                            |
| Polen                  | 5 – 0   | Oekraïne | Scheidsrechters: Jakub Mejzlík (CZE) Edward Hordzich (BLR) |
|                        | verslag |          | Scheidsrechters: Jakub Mejzlík (CZE) Edward Hordzich (BLR) |

| 17 augustus 2012 17:00 |         |             |                                                                    |
| Tsjechië               | 1 – 2   | Wit-Rusland | Scheidsrechters: Francisco Lopez (ESP) Vorodymr Lutsynkevych (UKR) |
|                        | verslag |             | Scheidsrechters: Francisco Lopez (ESP) Vorodymr Lutsynkevych (UKR) |

| 18 augustus 2012 14:45 |         |             |                                                              |
| Oekraïne               | 5 – 4   | Wit-Rusland | Scheidsrechters: Jakub Mejzlik (CZE) Grzegorz Rysinski (POL) |
|                        | verslag |             | Scheidsrechters: Jakub Mejzlik (CZE) Grzegorz Rysinski (POL) |

| 18 augustus 2012 17:00 |         |       |                                                            |
| Tsjechië               | 2 – 3   | Polen | Scheidsrechters: Vasquez Lopez (ESP) Edward Hordzich (BLR) |
|                        | verslag |       | Scheidsrechters: Vasquez Lopez (ESP) Edward Hordzich (BLR) |

| 19 augustus 2012 14:45 |         |             |                                                                  |
| Polen                  | 2 – 0   | Wit-Rusland | Scheidsrechters: Volodymr Lutsynkevych (UKR) Jakub Mejzlík (CZE) |
|                        | verslag |             | Scheidsrechters: Volodymr Lutsynkevych (UKR) Jakub Mejzlík (CZE) |

| 19 augustus 2012 17:00 |         |          |                                                              |
| Oekraïne               | 3 – 3   | Tsjechië | Scheidsrechters: Grzegorz Rysinski (POL) Vasquez Lopez (ESP) |
|                        | verslag |          | Scheidsrechters: Grzegorz Rysinski (POL) Vasquez Lopez (ESP) |
| Shoot-out              |         |          | Scheidsrechters: Grzegorz Rysinski (POL) Vasquez Lopez (ESP) |
|                        | 3 – 2   |          | Scheidsrechters: Grzegorz Rysinski (POL) Vasquez Lopez (ESP) |

## Singapore
In Singapore werd van 31 augustus tot en met 2 september 2012 gespeeld. Het beste land plaatste zich voor de tweede ronde.
Alle tijden zijn in lokale tijd (UTC+8)
| Team       | GS | W | WS | VS | V | DV | DT | DS  | Ptn |
| ---------- | -- | - | -- | -- | - | -- | -- | --- | --- |
| Bangladesh | 3  | 3 | 0  | 0  | 0 | 16 | 4  | +12 | 9   |
| Singapore  | 3  | 2 | 0  | 0  | 1 | 10 | 5  | +5  | 6   |
| Hongkong   | 3  | 0 | 1  | 0  | 2 | 3  | 9  | −6  | 2   |
| Thailand   | 3  | 0 | 0  | 1  | 2 | 2  | 13 | −11 | 1   |

| 31 augustus 2012 17:00 |         |          |                                                 |
| Bangladesh             | 6 – 1   | Hongkong | Scheidsrechters: Eric Koh (MAS) Kenny Tan (SIN) |
|                        | verslag |          | Scheidsrechters: Eric Koh (MAS) Kenny Tan (SIN) |

| 31 augustus 2012 19:15 |         |          |                                                 |
| Singapore              | 6 – 0   | Thailand | Scheidsrechters: Reza Salim (BAN) Lee Leo (HKG) |
|                        | verslag |          | Scheidsrechters: Reza Salim (BAN) Lee Leo (HKG) |

| 1 september 2012 16:00 |         |          |                                                   |
| Hongkong               | 1 – 1   | Thailand | Scheidsrechters: Reza Salim (BAN) Kenny Tan (SIN) |
|                        | verslag |          | Scheidsrechters: Reza Salim (BAN) Kenny Tan (SIN) |
| Shoot-out              |         |          | Scheidsrechters: Reza Salim (BAN) Kenny Tan (SIN) |
|                        | 4 – 3   |          | Scheidsrechters: Reza Salim (BAN) Kenny Tan (SIN) |

| 1 september 2012 18:15 |         |            |                                                        |
| Singapore              | 2 – 4   | Bangladesh | Scheidsrechters: Eric Koh (MAS) Noppadon Prompim (THA) |
|                        | verslag |            | Scheidsrechters: Eric Koh (MAS) Noppadon Prompim (THA) |

| 2 september 2012 16:00 |         |          |                                                |
| Bangladesh             | 6 – 1   | Thailand | Scheidsrechters: Lee Leo (HKG) Kenny Tan (SIN) |
|                        | verslag |          | Scheidsrechters: Lee Leo (HKG) Kenny Tan (SIN) |

| 2 september 2012 18:15 |         |           |                                                        |
| Hongkong               | 1 – 2   | Singapore | Scheidsrechters: Eric Koh (MAS) Noppadon Prompin (THA) |
|                        | verslag |           | Scheidsrechters: Eric Koh (MAS) Noppadon Prompin (THA) |

## Cardiff
In Cardiff, Wales, werd van 7 tot en met 9 september 2012 gespeeld. De twee beste landen plaatsten zich voor de tweede ronde.
Alle tijden zijn in lokale tijd (UTC+1)
| Team       | GS | W | WS | VS | V | DV | DT | DS  | Ptn |
| ---------- | -- | - | -- | -- | - | -- | -- | --- | --- |
| Ierland    | 3  | 3 | 0  | 0  | 0 | 18 | 1  | +17 | 9   |
| Oostenrijk | 3  | 1 | 1  | 0  | 1 | 6  | 6  | 0   | 5   |
| Wales      | 3  | 1 | 0  | 1  | 1 | 4  | 5  | −1  | 4   |
| Zweden     | 3  | 0 | 0  | 0  | 3 | 1  | 17 | −16 | 0   |

| 7 september 2012 15:30 |         |        |                                                          |
| Oostenrijk             | 5 – 1   | Zweden | Scheidsrechters: Warren McCully (IRL) Jamie Hindle (WAL) |
|                        | verslag |        | Scheidsrechters: Warren McCully (IRL) Jamie Hindle (WAL) |

| 7 september 2012 18:00 |         |       |                                                         |
| Ierland                | 5 – 0   | Wales | Scheidsrechters: Dan Barstow (ENG) Michael Eilmer (AUT) |
|                        | verslag |       | Scheidsrechters: Dan Barstow (ENG) Michael Eilmer (AUT) |

| 8 september 2012 14:00 |         |         |                                                          |
| Oostenrijk             | 1 – 5   | Ierland | Scheidsrechters: Dan Barstow (ENG) Mikael Mattsson (SWE) |
|                        | verslag |         | Scheidsrechters: Dan Barstow (ENG) Mikael Mattsson (SWE) |

| 8 september 2012 18:30 |         |        |                                                            |
| Wales                  | 4 – 0   | Zweden | Scheidsrechters: Michael Eilmer (AUT) Warren McCully (IRL) |
|                        | verslag |        | Scheidsrechters: Michael Eilmer (AUT) Warren McCully (IRL) |

| 9 september 2012 12:00 |         |        |                                                          |
| Ierland                | 8 – 0   | Zweden | Scheidsrechters: Jamie Hindle (WAL) Michael Eilmer (AUT) |
|                        | verslag |        | Scheidsrechters: Jamie Hindle (WAL) Michael Eilmer (AUT) |

| 9 september 2012 15:00 |         |            |                                                         |
| Wales                  | 0 – 0   | Oostenrijk | Scheidsrechters: Dan Barstow (ENG) Warren McCully (IRL) |
|                        | verslag |            | Scheidsrechters: Dan Barstow (ENG) Warren McCully (IRL) |
| Shoot-out              |         |            | Scheidsrechters: Dan Barstow (ENG) Warren McCully (IRL) |
|                        | 3 – 4   |            | Scheidsrechters: Dan Barstow (ENG) Warren McCully (IRL) |

## Accra
In Accra, Ghana, werd van 7 tot en met 9 september 2012 gespeeld. Het beste land plaatste zich voor de tweede ronde.
Alle tijden zijn in lokale tijd (UTC)
| Team    | GS | W | G | V | DV | DT | DS | Ptn |
| ------- | -- | - | - | - | -- | -- | -- | --- |
| Egypte  | 2  | 2 | 0 | 0 | 8  | 1  | +7 | 6   |
| Ghana   | 2  | 1 | 0 | 1 | 4  | 3  | +1 | 3   |
| Nigeria | 2  | 0 | 0 | 2 | 0  | 8  | −8 | 0   |

| 7 september 2012 18:15 |         |         |                                                               |
| Ghana                  | 3 – 0   | Nigeria | Scheidsrechters: Francesco Parisi (ITA) Sherif El Amery (EGY) |
|                        | verslag |         | Scheidsrechters: Francesco Parisi (ITA) Sherif El Amery (EGY) |

| 8 september 2012 18:15 |         |         |                                                           |
| Egypte                 | 5 – 0   | Nigeria | Scheidsrechters: Aziz Adimah (EGY) Francesco Parisi (ITA) |
|                        | verslag |         | Scheidsrechters: Aziz Adimah (EGY) Francesco Parisi (ITA) |

| 9 september 2012 16:15 |         |        |                                                            |
| Ghana                  | 1 – 3   | Egypte | Scheidsrechters: Azura Garuba (NIG) Francesco Parisi (ITA) |
|                        | verslag |        | Scheidsrechters: Azura Garuba (NIG) Francesco Parisi (ITA) |

## Lousada
In Lousada, Portugal, werd van 25 tot en met 30 september 2012 gespeeld. De twee beste landen plaatsten zich voor de tweede ronde.
Alle tijden zijn in lokale tijd (UTC+1)
| Team      | GS | W | WS | VS | V | DV | DT | DS  | Ptn |
| --------- | -- | - | -- | -- | - | -- | -- | --- | --- |
| Schotland | 4  | 4 | 0  | 0  | 0 | 30 | 0  | +30 | 12  |
| Portugal  | 4  | 2 | 1  | 0  | 1 | 13 | 13 | 0   | 8   |
| Gibraltar | 4  | 1 | 1  | 1  | 1 | 7  | 11 | −4  | 6   |
| Italië    | 4  | 1 | 0  | 1  | 2 | 7  | 16 | −9  | 4   |
| Marokko   | 4  | 0 | 0  | 0  | 4 | 1  | 18 | −17 | 0   |

| 25 september 2012 14:30 |         |         |                                                          |
| Gibraltar               | 1 – 0   | Marokko | Scheidsrechters: Francesco Parisi (ITA) John Heron (SCO) |
|                         | verslag |         | Scheidsrechters: Francesco Parisi (ITA) John Heron (SCO) |

| 25 september 2012 16:45 |         |          |                                                            |
| Italië                  | 2 – 41  | Portugal | Scheidsrechters: Diego Estebanez (ESP) Brian Buckley (GIB) |
|                         | verslag |          | Scheidsrechters: Diego Estebanez (ESP) Brian Buckley (GIB) |

1 De wedstrijd werd na de eerste helft gestaakt vanwege het slechte weer. De wedstrijd werd op vrijdag 28 september 2012 om 11:00 verder gespeeld.
| 26 september 2012 14:30 |         |         |                                                                 |
| Schotland               | 9 – 0   | Marokko | Scheidsrechters: Francesco Parisi (ITA) Ricardo Fernandes (POR) |
|                         | verslag |         | Scheidsrechters: Francesco Parisi (ITA) Ricardo Fernandes (POR) |

| 26 september 2012 16:45 |         |        |                                                           |
| Gibraltar               | 3 – 3   | Italië | Scheidsrechters: John Heron (SCO) Abdellah Frananae (MOR) |
|                         | verslag |        | Scheidsrechters: John Heron (SCO) Abdellah Frananae (MOR) |
| Shoot-out               |         |        | Scheidsrechters: John Heron (SCO) Abdellah Frananae (MOR) |
|                         | 3 – 1   |        | Scheidsrechters: John Heron (SCO) Abdellah Frananae (MOR) |

| 27 september 2012 14:30 |         |           |                                                                |
| Gibraltar               | 0 – 5   | Schotland | Scheidsrechters: Diego Estebanez (ESP) Ricardo Fernandes (POR) |
|                         | verslag |           | Scheidsrechters: Diego Estebanez (ESP) Ricardo Fernandes (POR) |

| 27 september 2012 16:45 |         |          |                                                       |
| Marokko                 | 1 – 6   | Portugal | Scheidsrechters: Brian Buckley (GIB) John Heron (SCO) |
|                         | verslag |          | Scheidsrechters: Brian Buckley (GIB) John Heron (SCO) |

| 29 september 2012 14:00 |         |         |                                                                |
| Italië                  | 2 – 0   | Marokko | Scheidsrechters: Diego Estebanez (ESP) Ricardo Fernandes (POR) |
|                         | verslag |         | Scheidsrechters: Diego Estebanez (ESP) Ricardo Fernandes (POR) |

| 29 september 2012 16:15 |         |          |                                                             |
| Schotland               | 7 – 0   | Portugal | Scheidsrechters: Brian Buckley (GIB) Francesco Parisi (ITA) |
|                         | verslag |          | Scheidsrechters: Brian Buckley (GIB) Francesco Parisi (ITA) |

| 30 september 2012 13:00 |         |           |                                                            |
| Italië                  | 0 – 9   | Schotland | Scheidsrechters: Diego Estebanez (ESP) Brian Buckley (GIB) |
|                         | verslag |           | Scheidsrechters: Diego Estebanez (ESP) Brian Buckley (GIB) |

| 30 september 2012 15:30 |         |           |                                                          |
| Portugal                | 3 – 3   | Gibraltar | Scheidsrechters: John Heron (SCO) Francesco Parisi (ITA) |
|                         | verslag |           | Scheidsrechters: John Heron (SCO) Francesco Parisi (ITA) |
| Shoot-out               |         |           | Scheidsrechters: John Heron (SCO) Francesco Parisi (ITA) |
|                         | 2 – 0   |           | Scheidsrechters: John Heron (SCO) Francesco Parisi (ITA) |

## Port of Spain
In Port of Spain, Trinidad en Tobago, werd van 14 tot en met 17 november 2012 gespeeld. De twee beste landen plaatsten zich voor de tweede ronde.
Alle tijden zijn in lokale tijd (UTC−4)
| Team               | GS | W | G | V | DV | DT | DS  | Ptn |
| ------------------ | -- | - | - | - | -- | -- | --- | --- |
| Trinidad en Tobago | 3  | 3 | 0 | 0 | 14 | 4  | +10 | 9   |
| Chili              | 3  | 2 | 0 | 1 | 12 | 6  | +6  | 6   |
| Barbados           | 3  | 1 | 0 | 2 | 14 | 9  | +5  | 3   |
| Venezuela          | 3  | 0 | 0 | 3 | 4  | 25 | −21 | 0   |

| 14 november 2012 15:00 |         |          |                                                          |
| Chili                  | 5 – 3   | Barbados | Scheidsrechters: Gus Soteriades (USA) Devin Hooper (GUY) |
|                        | verslag |          | Scheidsrechters: Gus Soteriades (USA) Devin Hooper (GUY) |

| 14 november 2012 17:00 |         |           |                                                              |
| Trinidad en Tobago     | 9 – 2   | Venezuela | Scheidsrechters: Donovan Simmonds (BER) Jamar Springer (BAR) |
|                        | verslag |           | Scheidsrechters: Donovan Simmonds (BER) Jamar Springer (BAR) |

| 16 november 2012 17:00 |         |           |                                                                |
| Barbados               | 10 – 1  | Venezuela | Scheidsrechters: Sebastien Bustamante (CHI) Devin Hooper (GUY) |
|                        | verslag |           | Scheidsrechters: Sebastien Bustamante (CHI) Devin Hooper (GUY) |

| 16 november 2012 19:00 |         |       |                                                              |
| Trinidad en Tobago     | 2 – 1   | Chili | Scheidsrechters: Gus Soteriades (USA) Donovan Simmonds (BER) |
|                        | verslag |       | Scheidsrechters: Gus Soteriades (USA) Donovan Simmonds (BER) |

| 17 november 2012 17:00 |         |           |                                                              |
| Chili                  | 6 – 1   | Venezuela | Scheidsrechters: Donovan Simmonds (BER) Jamar Springer (BAR) |
|                        | verslag |           | Scheidsrechters: Donovan Simmonds (BER) Jamar Springer (BAR) |

| 17 november 2012 19:00 |         |                    |                                                          |
| Barbados               | 1 – 3   | Trinidad en Tobago | Scheidsrechters: Gus Soteriades (USA) Devin Hooper (GUY) |
|                        | verslag |                    | Scheidsrechters: Gus Soteriades (USA) Devin Hooper (GUY) |

## Chula Vista
In Chula Vista, Verenigde Staten, werd van 16 tot en met 18 november 2012 gespeeld. Het beste land plaatste zich voor de tweede ronde.
Alle tijden zijn in lokale tijd (UTC−8)
| Team             | GS | W | G | V | DV | DT | DS  | Ptn |
| ---------------- | -- | - | - | - | -- | -- | --- | --- |
| Verenigde Staten | 2  | 2 | 0 | 0 | 24 | 0  | +24 | 6   |
| Mexico           | 2  | 1 | 0 | 1 | 8  | 8  | 0   | 3   |
| Guatemala        | 2  | 0 | 0 | 2 | 0  | 24 | −24 | 0   |

| 16 november 2012 12:00 |         |           |                                                            |
| Mexico                 | 8 – 0   | Guatemala | Scheidsrechters: Lance Sarabia (USA) Gavin Caldecott (CAN) |
|                        | verslag |           | Scheidsrechters: Lance Sarabia (USA) Gavin Caldecott (CAN) |

| 17 november 2012 12:00 |         |                  |                                                       |
| Guatemala              | 0 – 16  | Verenigde Staten | Scheidsrechters: John Hrytsak (CAN) Deric Leung (CAN) |
|                        | verslag |                  | Scheidsrechters: John Hrytsak (CAN) Deric Leung (CAN) |

| 18 november 2012 12:00 |         |        |                                                       |
| Verenigde Staten       | 8 – 0   | Mexico | Scheidsrechters: John Hrytsak (CAN) Deric Leung (CAN) |
|                        | verslag |        | Scheidsrechters: John Hrytsak (CAN) Deric Leung (CAN) |

## Doha
In Doha, Qatar, werd van 27 november tot en met 2 december 2012 gespeeld. Het beste landen plaatste zich voor de tweede ronde.
Alle tijden zijn in lokale tijd (UTC+3)
| Team         | GS | W | G | V | DV | DT | DS | Ptn |
| ------------ | -- | - | - | - | -- | -- | -- | --- |
| Azerbeidzjan | 3  | 3 | 0 | 0 | 11 | 4  | +7 | 9   |
| Sri Lanka    | 3  | 1 | 0 | 2 | 12 | 10 | +2 | 3   |
| Oman         | 3  | 1 | 0 | 2 | 8  | 10 | −2 | 3   |
| Turkije      | 3  | 1 | 0 | 2 | 6  | 13 | −7 | 3   |
| Qatar1       | 4  | 3 | 0 | 1 | 11 | 9  | +2 | 9   |

1 Gediskwalificeerd, alle uitslagen werden geschrapt.
| 27 november 2012 16:00 |         |         |                                                      |
| Sri Lanka              | 6 – 2   | Turkije | Scheidsrechters: Nazmi Kamarudin (MAS) Kamiran (PAK) |
|                        | verslag |         | Scheidsrechters: Nazmi Kamarudin (MAS) Kamiran (PAK) |

| 28 november 2012 16:00 |         |         |                                                                      |
| Azerbeidzjan           | 4 – 0   | Turkije | Scheidsrechters: Nazmi Kamarudin (MAS) Ibrahim Katir Al-Nafuli (OMA) |
|                        | verslag |         | Scheidsrechters: Nazmi Kamarudin (MAS) Ibrahim Katir Al-Nafuli (OMA) |

| 30 november 2012 16:00 |         |      |                                                        |
| Sri Lanka              | 3 – 4   | Oman | Scheidsrechters: Birol Sahan (TUR) Kamran Sharif (PAK) |
|                        | verslag |      | Scheidsrechters: Birol Sahan (TUR) Kamran Sharif (PAK) |

| 1 december 2012 16:00 |         |      |                                                          |
| Azerbeidzjan          | 3 – 1   | Oman | Scheidsrechters: Nazmi Kamarudin (MAS) Birol Sahan (TUR) |
|                       | verslag |      | Scheidsrechters: Nazmi Kamarudin (MAS) Birol Sahan (TUR) |

| 2 december 2012 16:00 |         |         |                                                      |
| Oman                  | 3 – 4   | Turkije | Scheidsrechters: Bandera (SRI) Shahbazov Farid (AZE) |
|                       | verslag |         | Scheidsrechters: Bandera (SRI) Shahbazov Farid (AZE) |

| 2 december 2012 18:00 |         |              |                                                            |
| Sri Lanka             | 3 – 4   | Azerbeidzjan | Scheidsrechters: Kamran Sharif (PAK) Nazmi Kamarudin (MAS) |
|                       | verslag |              | Scheidsrechters: Kamran Sharif (PAK) Nazmi Kamarudin (MAS) |

De uitslagen van Qatar werden geschrapt omdat het team niet-speelgerechtigde spelers hadden opgenomen. Alle andere landen gingen ermee akkoord dat de uitslagen van de wedstrijden tegen Qatar niet zouden meetellen in de eindstand. Qatar had de volgende resultaten behaald:
| 27 november 2012 18:00 |         |       |                                                  |
| Azerbeidzjan           | 5 – 4   | Qatar | Scheidsrechters: Birol Sahan (TUR) Bandera (SRI) |
|                        | verslag |       | Scheidsrechters: Birol Sahan (TUR) Bandera (SRI) |

| 28 november 2012 18:00 |         |       |                                                    |
| Oman                   | 3 – 4   | Qatar | Scheidsrechters: Kamran Sharif (PAK) Bandera (SRI) |
|                        | verslag |       | Scheidsrechters: Kamran Sharif (PAK) Bandera (SRI) |

| 30 november 2012 18:00 |         |       |                                                                      |
| Turkije                | 0 – 1   | Qatar | Scheidsrechters: Shahbazov Farid (AZE) Ibrahim Katir Al-Nafuli (QAT) |
|                        | verslag |       | Scheidsrechters: Shahbazov Farid (AZE) Ibrahim Katir Al-Nafuli (QAT) |

| 1 december 2012 18:00 |         |           |                                                                    |
| Qatar                 | 2 – 1   | Sri Lanka | Scheidsrechters: Ibrahim Katir Al-Nafuli (OMA) Kamran Sharif (PAK) |
|                       | verslag |           | Scheidsrechters: Ibrahim Katir Al-Nafuli (OMA) Kamran Sharif (PAK) |

## Suva
In Suva, Fiji, werd van 9 tot en met 12 december 2012 gespeeld. Het beste land plaatste zich voor de tweede ronde.
Alle tijden zijn in lokale tijd (UTC+13)
| Team                | GS | W | G | V | DV | DT | DS  | Ptn |
| ------------------- | -- | - | - | - | -- | -- | --- | --- |
| Fiji                | 2  | 2 | 0 | 0 | 24 | 2  | +22 | 6   |
| Papoea-Nieuw-Guinea | 2  | 1 | 0 | 1 | 1  | 7  | −6  | 3   |
| Vanuatu             | 2  | 0 | 0 | 2 | 2  | 18 | −16 | 0   |

| 9 december 2012 10:00 |         |                     |                                                     |
| Fiji                  | 7 – 0   | Papoea-Nieuw-Guinea | Scheidsrechters: Ben Grant (NZL) Steve Rogers (AUS) |
|                       | verslag |                     | Scheidsrechters: Ben Grant (NZL) Steve Rogers (AUS) |

| 10 december 2012 11:00 |         |         |                                                        |
| Papoea-Nieuw-Guinea    | 1 – 0   | Vanuatu | Scheidsrechters: James Stewart (AUS) Alex Corrie (FIJ) |
|                        | verslag |         | Scheidsrechters: James Stewart (AUS) Alex Corrie (FIJ) |

| 12 december 2012 15:00 |         |         |                                                         |
| Fiji                   | 17 – 2  | Vanuatu | Scheidsrechters: Steve Rogers (AUS) James Stewart (AUS) |
|                        | verslag |         | Scheidsrechters: Steve Rogers (AUS) James Stewart (AUS) |